# قرار مجلس الأمن التابع للأمم المتحدة رقم 917
قرار مجلس الأمن التابع للأمم المتحدة رقم 917، المتخذ بالإجماع في 6 أيار / مايو 1994، بعد التذكير بالقرارات 841 (1993)، 861 (1993)، 862 (1993)، 867 (1993)، 873 (1993)، 875 (1993) و905 (1994) بشأن الوضع في هايتي، فرض المجلس مزيدًا من العقوبات الدولية على البلاد بعد أن رفضت السلطات العسكرية تنفيذ اتفاقية جزيرة غفرنرز لتسليم السلطة وحالات انتهاك حقوق الإنسان.
وأكد مجلس الأمن عزم المجتمع الدولي على إعادة الديمقراطية إلى هايتي وعودة الرئيس جان برتران أريستيد. كما تم التأكيد على ضرورة إجراء انتخابات حرة ونزيهة على النحو الذي دعا إليه الدستور. وأدينت عمليات القتل والاعتقالات غير القانونية والاختطاف والاختفاء والاغتصاب والحرمان من حرية التعبير والإفلات من العقاب التي يعمل في ظلها المواطنون المسلحون. وأشار المجلس إلى أنه سيتم النظر في اتخاذ مزيد من التدابير إذا استمرت السلطات الهايتية في إعاقة أنشطة بعثة الأمم المتحدة في هايتي وفشلت في تنفيذ اتفاق جزيرة غفرنرز.

## العقوبات
بموجب الفصل السابع من ميثاق الأمم المتحدة، تمت دعوة الأطراف إلى التعاون مع الأمم المتحدة ومنظمة الدول الأمريكية لتنفيذ الاتفاقية. طُلب من جميع البلدان على الفور حظر إقلاع أي طائرة من أراضيها أو الهبوط فيها أو التحليق فوقها إذا كانت متجهة إلى هايتي أو أقلعت منها، باستثناء الأسباب الإنسانية. كما طُلب منهم رفض دخول:
(أ) ضباط الجيش والشرطة الهايتيون وأسرهم المباشرة؛
(ب) المتورطون في الانقلاب العسكري عام 1991 وما تلاه من حكومة غير شرعية وأسرهم المباشرة؛
(ج) موظفو الجيش الهايتي وأسرهم المباشرة.
إجمالاً، أثر الحظر على حوالي 600 ضابط. كما صدرت أوامر بتجميد الأموال، والتدابير الموضحة أدناه، المتوافقة مع الحظر الذي أوصت به منظمة الدول الأمريكية، ستدخل حيز التنفيذ في موعد لا يتجاوز الساعة 23:59 بتوقيت شرق الولايات المتحدة. جميع الدول كانت:
(أ) ممنوعين من استلام الواردات أو التصدير إلى هايتي؛
(ب) حظر الأنشطة التي يقوم بها المواطنون في أراضيهم والتي من شأنها تعزيز الصادرات إلى هايتي.
بالإضافة إلى ذلك، تم حظر جميع الصادرات إلى هايتي، باستثناء:
(أ) الإمدادات الطبية والغذائية؛
(ب) المنتجات الأخرى الضرورية للاستخدام الإنساني والتي تسمح بها اللجنة؛
(ج) البترول أو المنتجات البترولية، بما في ذلك غاز الطهي؛
(د) المنتجات المصرح بها في القرار 873.
تقرر عدم تطبيق المحظورات المذكورة أعلاه على المواد الإعلامية، بما في ذلك الكتب والمواد المخصصة للصحفيين. تم حظر جميع حركة المرور من وإلى هايتي التي تحمل البضائع المحظورة، باستثناء خطوط الشحن العادية التي تحمل البضائع المعتمدة. وقامت زوارق فرنسية وأمريكية وكندية وفنزويلية بدوريات في الساحل الهايتي لضمان تطبيق الحظر.
وطُلب من جميع البلدان إبلاغ الأمين العام بطرس بطرس غالي بحلول 6 حزيران / يونيو 1994 بشأن التدابير التي اتخذتها لتنفيذ هذا القرار. عُهد إلى اللجنة المنشأة بموجب القرار 841 بمهام إضافية تشمل:
(أ) فحص التقارير المقدمة من الدول الأعضاء؛
(ب) للحصول على مزيد من المعلومات عن الإجراءات التي تتخذها البلدان؛
(ج) النظر في المعلومات المتعلقة بانتهاكات التدابير؛
(د) تقديم توصيات بناء على الانتهاكات؛
(هـ) النظر في أي طلبات للموافقة على الرحلات الجوية؛
(و) تعديل المبادئ التوجيهية الواردة في القرار 841 لمراعاة التدابير الواردة في القرار الحالي؛
(ز) دراسة الطلبات المحتملة بموجب المادة 50 من ميثاق الأمم المتحدة لأي دولة متأثرة بالجزاءات المفروضة على هايتي.
ستتم مراجعة الإجراءات شهريًا بعد عودة حكومة ديمقراطية إلى هايتي وسيتم تعليقها إذا تم إحراز تقدم، ولكن لن يتم رفعها حتى:
(أ) استقالة القائد العام للقوات المسلحة الهايتية ورئيس شرطة بورت أو برنس ورئيس أركان القوات المسلحة الهايتية من منصبه أو مغادرتهما؛
(ب) تغييرات في قيادة الشرطة والقيادة العسكرية العليا؛
(ج) خلق بيئة يمكن من خلالها إجراء انتخابات حرة ونزيهة؛
(د) تهيئة الظروف التي يمكن فيها نشر بعثة الأمم المتحدة في هايتي؛
(هـ) عودة الرئيس أريستيد.
واختتم القرار بإدانة أي محاولة غير شرعية لسحب السلطة القانونية من الرئيس المنتخب شرعياً، معلناً أنه سيعتبر أي خطوة غير شرعية وبالتالي فإنه يستدعي إعادة فرض الإجراءات المذكورة أعلاه.

## روابط خارجية
- نص القرار في undocs.org